# Coupe du monde de cyclisme sur route 1999
Navigation
Édition précédente Édition suivante
La Coupe du monde de cyclisme 1999 fut la 11e édition de la Coupe du monde de cyclisme sur route.
Andreï Tchmil l'emporte en marquant des points à chacune des manches.

## Épreuves
| Date       | Course                       | Pays      | Vainqueur            | Équipe             |
| ---------- | ---------------------------- | --------- | -------------------- | ------------------ |
| 20 mars    | Milan-San Remo               | Italie    | Andreï Tchmil        | Lotto - Mobistar   |
| 4 avril    | Tour des Flandres            | Belgique  | Peter Van Petegem    | TVM                |
| 11 avril   | Paris-Roubaix                | France    | Andrea Tafi          | Mapei - Quick Step |
| 18 avril   | Liège-Bastogne-Liège         | Belgique  | Franck Vandenbroucke | Cofidis            |
| 24 avril   | Amstel Gold Race             | Pays-Bas  | Michael Boogerd      | Rabobank           |
| 7 août     | Classique de Saint-Sébastien | Espagne   | Francesco Casagrande | Vini Caldirola     |
| 15 août    | HEW Cyclassics               | Allemagne | Mirko Celestino      | Team Polti         |
| 22 août    | Championnat de Zurich        | Suisse    | Grzegorz Gwiazdowski | Cofidis            |
| 3 octobre  | Paris-Tours                  | France    | Marc Wauters         | Rabobank           |
| 16 octobre | Tour de Lombardie            | Italie    | Mirko Celestino      | Team Polti         |

## Classements finals

### Individuel
| Position | Coureur              | Équipe             | Points |
| -------- | -------------------- | ------------------ | ------ |
| 1        | Andreï Tchmil        | Lotto - Mobistar   | 299    |
| 2        | Michael Boogerd      | Rabobank           | 238    |
| 3        | Franck Vandenbroucke | Cofidis            | 214    |
| 4        | Peter Van Petegem    | TVM                | 153    |
| 5        | Markus Zberg         | Rabobank           | 145    |
| 6        | Johan Museeuw        | Mapei - Quick Step | 138    |
| 7        | Paolo Bettini        | Mapei - Quick Step | 137    |
| 8        | Zbigniew Spruch      | Lampre - Daikin    | 131    |
| 9        | Léon van Bon         | Rabobank           | 123    |
| 10       | Marc Wauters         | Rabobank           | 107    |

### Par équipes
| Position | Équipe         | Points |
| -------- | -------------- | ------ |
| 1        | Rabobank       | 94     |
| 2        | Mapei-Bricobi  | 89     |
| 3        | Lotto-Mobistar | 73     |
| 4        | Lampre-Daikin  | 54     |
| 5        | Polti          | 36     |